# Altes Palais
Altes Palais (pol. „Stary Pałac”; także: Kaiser-Wilhelm-Palais, pol. „Pałac Cesarza Wilhelma”) – klasycystyczny pałac, znajdujący się w Berlinie, w dzielnicy Mitte, przy alei Unter den Linden. Został zbudowany w latach 1834–1837 dla księcia Wilhelma, późniejszego króla Prus i cesarza niemieckiego, który mieszkał w nim wraz z żoną Augustą do swojej śmierci w 1888 roku. W późniejszych latach budynek dalej pozostawał w posiadaniu rodziny Hohenzollernów. Po przeprowadzonej w latach 1963–1964 odbudowie ze zniszczeń z czasów II wojny światowej pałac został siedzibą Wydziału Nauk Prawnych Uniwersytetu Humboldtów, który mieści się w nim do dziś.

## Lokalizacja
Pałac jest położony na rogu placu Bebelplatz i alei Unter den Linden. Do gmachu można się dostać komunikacją miejską, wysiadając na położonym 100 m od niego przystanku autobusowym Berlin, Staatsoper (obsługiwany przez linie 100, 200, N2 i TXL) oraz leżącym w odległości 300 m Berlin, Unter den Linden/Friedrichstraße (linie 147, N6, 100, 200, N2 i TXL). W promieniu 200 m od budynku znajduje się ponadto przystanek tramwajowy Berlin, Universitätsstraße, który obsługują linie 12 i M1.

## Historia

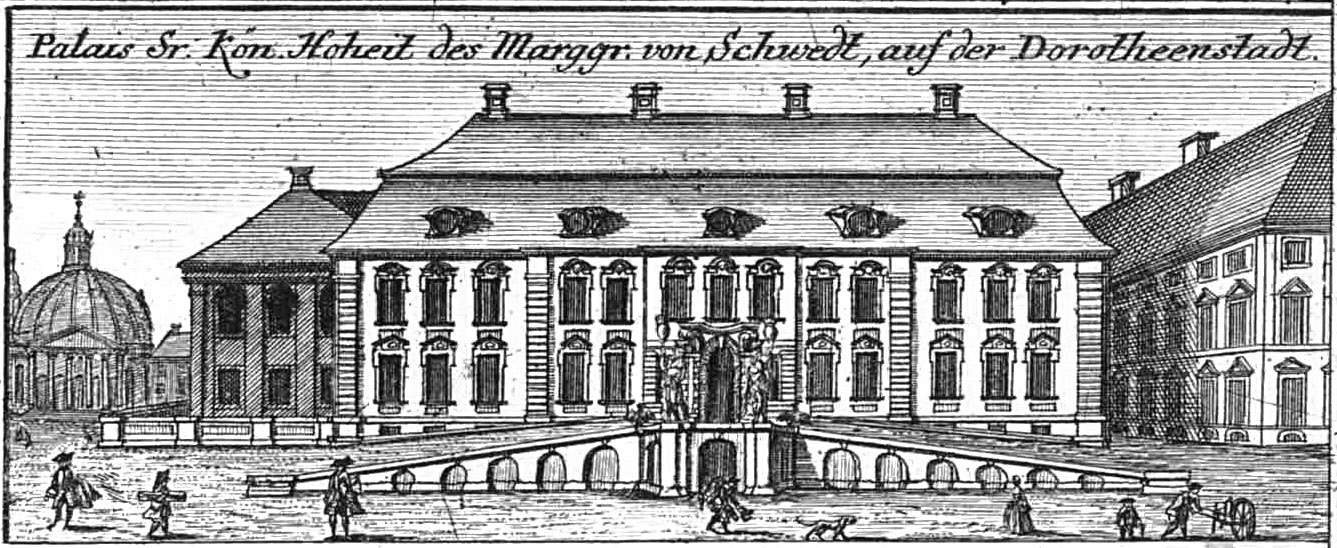
Palais Schwedt w 1757 roku

Pierwotnie na miejscu pałacu znajdował się dom generała Ernsta Bernharda von Weylera, który przekazał go swojemu synowi. Gdy ten wyjechał do Wiednia, budynek zakupił Filip Wilhelm, najstarszy syn księcia Fryderyka Wilhelma i jego drugiej żony Doroty Zofii. Syn Filipa Wilhelma, Fryderyk Wilhelm dokonał przebudowy gmachu na barokowy pałac o nazwie Palais Schwedt, będący berlińską rezydencją rodziny margrabiów Brandenburg-Schwedt. W 1817 roku pałac nabył generał Bogislav Friedrich Emanuel von Tauentzien, który po objęciu trzy lata później stanowiska dowódcy III Korpusu Armijnego miał w budynku swoje mieszkanie służbowe. Gdy w 1825 roku dowództwo nad korpusem objął książę Wilhelm, pałac także przeszedł w jego posiadanie.

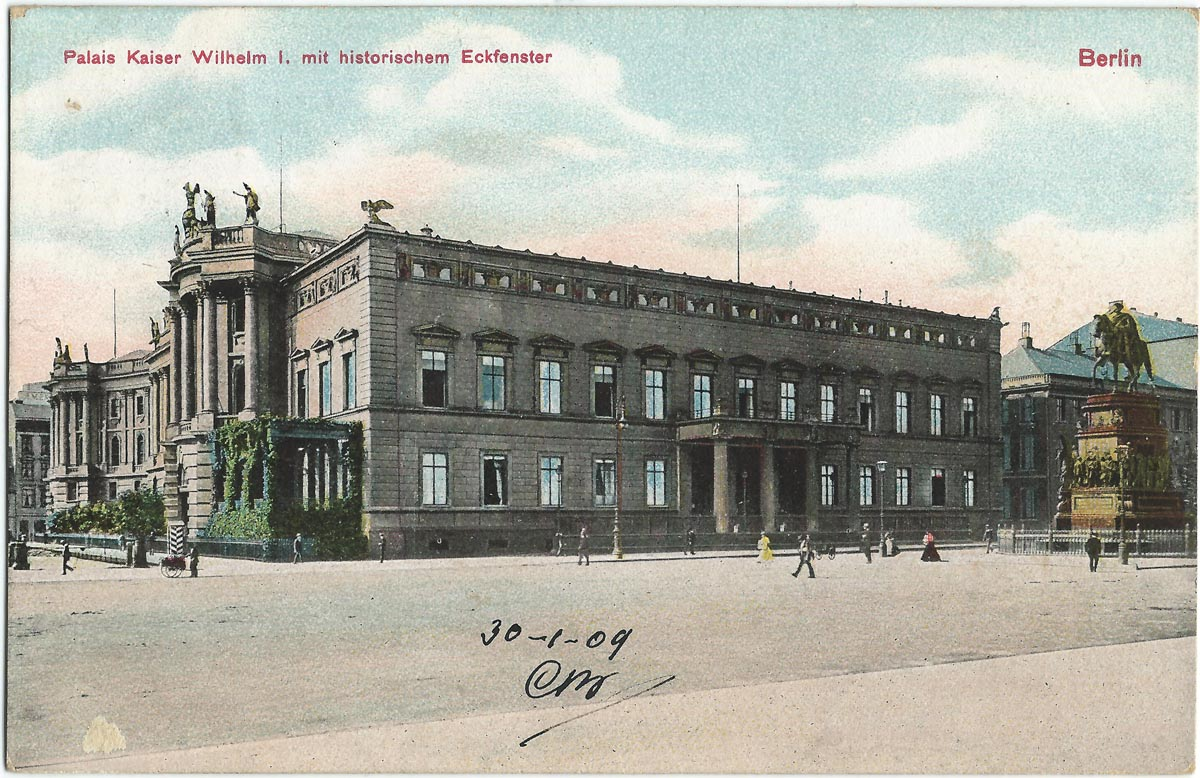
Altes Palais w 1909 roku

Jako że budynek nie odpowiadał potrzebom księcia Wilhelma, jego brat Fryderyk Wilhelm planował wyburzenie zarówno pałacu, jak i przylegającej do niego Biblioteki Królewskiej oraz zbudowanie z pomocą architekta Karla Friedricha Schinkla zespołu monumentalnych budynków, mających upamiętniać niegdysiejszego pruskiego króla Fryderyka II Wielkiego. Książę nie akceptował tych planów i zdecydował o zbudowaniu na miejscu dotychczasowego pałacu nowego, skromnego budynku. Ostatecznie gmach, składający się z budynku głównego i tylnych, sięgających ulicy Behrenstraße skrzydeł powstał według projektu architekta Carla Ferdinanda Langhansa w stylu klasycystycznym w latach 1834–1837. Książę Wilhelm, koronowany w 1861 roku na króla Prus, a dziesięć lat później na cesarza niemieckiego mieszkał w pałacu wraz z żoną Augustą do swojej śmierci w 1888 roku (Roku Trzech Cesarzy). Zajmował parter wschodniej części budynku głównego, a jego małżonka zamieszkiwała piętro tej części. W 1854 roku została przeprowadzona przebudowa wnętrz pałacu pod kierownictwem architekta Johanna Heinricha Stracka. Po śmierci Augusty w 1890 roku wszystkie pomieszczenia wykorzystywane przez parę monarszą przekształcono w poświęcone jej miejsce pamięci, które zostało udostępnione do zwiedzania. Gdy w 1918 roku nastąpił upadek niemieckiej monarchii rodzina Hohenzollernów zachowała prawa do pałacu na mocy podpisanej w 1926 roku umowy z władzami Republiki Weimarskiej. W czasach rządów nazistowskich budynek zaczęto nazywać Altes Palais (pol. „Stary Pałac”).
Podczas II wojny światowej, w 1943 roku Altes Palais doznał zniszczeń w wyniku pożaru od bomb zapalających. W latach 1963–1964 nastąpiła wierna, nieuwzględniająca tylnych skrzydeł odbudowa zewnętrznych form pałacu według projektu Fritza Meinhardta. W jego urządzonych w oparciu o nowoczesną stylistykę wnętrzach ulokowano Wydział Nauk Prawnych Uniwersytetu Humboldtów. W latach 2003–2005 przeprowadzono remont fasady pałacu, którego koszty wyniosły 2,6 miliona euro. W 2007 roku z inicjatywy Stiftung Denkmalschutz Berlin (pol. „Berlińska Fundacja Ochrony Zabytków”) została zrekonstruowana pergola, która niegdyś znajdowała się w bocznej części budynku od strony Bebelplatz i której nie odbudowano w latach 60. XX wieku. Wartą 540 tysięcy euro inwestycję sfinansowano dzięki darowiznom oraz środkom pozyskanym z reklamy umieszczonej na rusztowaniu podczas prac budowlanych.

## Architektura

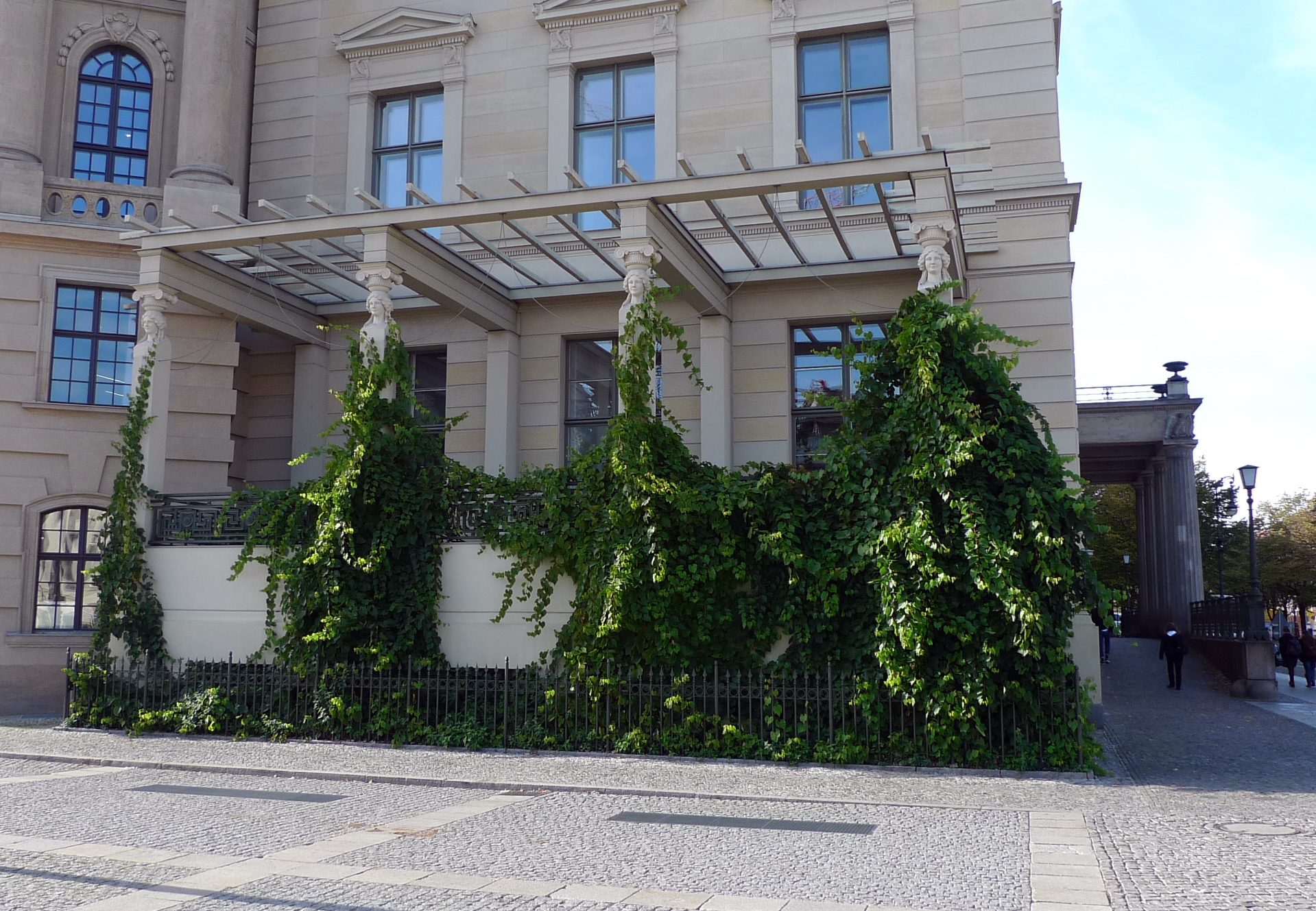
Pergola od strony Bebelplatz

Pałac ma dwie kondygnacje oraz mezzanino. Jego surowa, klasycystyczna, kontrastująca z sąsiednim barokowym budynkiem Starej Biblioteki fasada jest podzielona na trzynaście osi. Nad oknami górnej kondygnacji są umieszczone trójkątne naczółki, a obydwa boki każdego z nich zdobią pilastry. Mezzanino jest udekorowane wykonanymi z terakoty tarczami herbowymi i alegorycznymi posągami umieszczonymi między kwadratowymi oknami. Ozdoby te stworzyło przedsiębiorstwo Tobiasa Feilnera, na podstawie projektów Ludwiga Wilhelma Wichmanna. Najbardziej rzucającym się w oczy elementem fasady jest umieszczony nad pochylnią wejściową balkon, wsparty na czterech kolumnach doryckich.
Zrekonstruowana w 2007 roku pergola jest podpiwniczona i składa się z czterech wykonanych z piaskowca filarów zwieńczonych terakotowymi rzeźbami głów, na których opiera się belkowanie z kilku sklejonych warstw zabezpieczonego powłoką konserwującą drewna, stanowiące podstawę dla zrobionej z drewnianych belek kraty. Przed nią zostało ustawione ogrodzenie ochronne.